# Penyal d'Alhucemas
El penyal d'Alhucemas és una illa espanyola a la costa africana, a la badia d'Al-Hoceima entre els caps Quilates i Morro Viejo (segons els noms espanyols) a uns 800 metres de les platges de Sfiha i Souani. Forma part del conjunt anomenat illes Alhucemas, que inclou també dos petits illots més propers a la costa, illa de la Mar i illa de Terra (Tierra). La seva superfície és d'1,5 hectàrees i la màxima altura és 27 metres. La distància màxima (ESE a ONO) és de 175 metres i la major amplada és de 83 metres. Hi havia antigament un far de sisena classe. Els amazics l'anomenen Hayerat n Nekor.
Els romans anomenaren les illes Ad sex insulae. El 1560 el sultà Muley Abdallah al-Galib Billah va cedir les illes Alhucemas a Felip II per fer-les servir de base en la lluita contra els turcs, però no hi va haver una ocupació permanent. El penyal fou posteriorment utilitzat com a base de pirates, fins que fou ocupat per una esquadra espanyola formada pels vaixells San Agustín i Sant Carlos, i dirigida pel príncep de Montesacro, el 28 d'agost de 1673. El 1838 els presoners polítics absolutistes al penyal es van revoltar i arrossegant a una part de la guarnició, van proclamar a En Carles; 280 homes van embarcar en dos vaixells mercants i van poder arribar a Oran on foren detinguts pels francesos i enviats a Toulon, retornat a Espanya l'equip militar. El 1902 França va reconèixer la sobirania espanyola sobre el penyal. El 1921 fou atacat per Abd el-Krim.
El penyal va arribar a tenir una població de més de 350 habitants incloent la guarnició i les famílies (320 a començaments del segle xx). Tenia 32 cases, 4 quarters, parc d'artilleria, hospital i les fortificacions, i fins a la conferència d'Algesires (1906) fou colònia penitenciaria.